# Chile nos Jogos Olímpicos de Inverno de 1984
O Chile competiu nos Jogos Olímpicos de Inverno de 1984 em Sarajevo, Iugoslávia.

## Resultados por Evento

### Esqui alpino
- Andres Figueroa
- Hans Kossmann
- Dieter Linneberg
- Miguel Purcell